# 4e eeuw
De 4e eeuw (van de christelijke jaartelling) is de 4e periode van 100 jaar, dus bestaande uit de jaren 301 tot en met 400. De 4e eeuw behoort tot het 1e millennium.

## Gebeurtenissen en ontwikkelingen
Romeinse Rijk

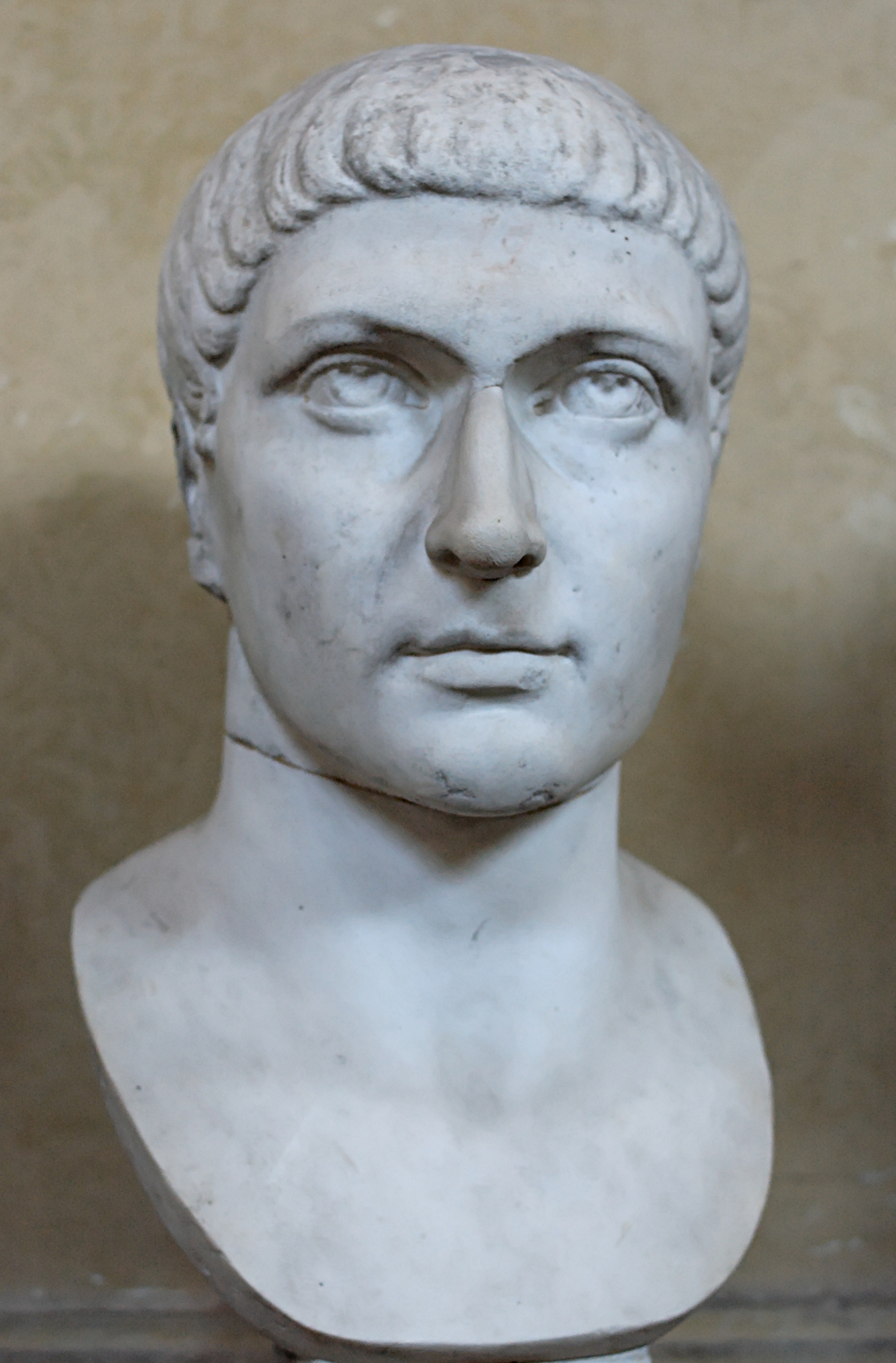
Buste van Constantijn de Grote

- Onder keizer Constantijn de Grote wordt in het Romeinse Rijk het christelijk geloof gewettigd. De keizer stelt het Lateraans Paleis ter beschikking van de pausen, die er tot 1508 zullen wonen. In 321 stelt hij de zondag als rustdag in voor het gehele rijk. Dit is ten gunste van de christenen die de zondag als rustdag willen houden, maar valt ook goed bij de lokale bevolking die nog de zon een belangrijke plaats in het religieuze leven geeft en waar zondag de rustdag is. Op die manier maakt hij zijn nieuw gevestigde godsdienst voor alle partijen aanvaardbaar.
- De hoofdstad van het Romeinse Rijk wordt van Rome naar Byzantium verplaatst, dat vanaf dan Constantinopel heet.
- Einde eenheid Romeinse Rijk, als Diocletianus het verdeelt in twee bestuurscentra. Theodosius de Grote is de laatste keizer van het verenigd Romeins keizerrijk. Na zijn dood in 395 wordt het rijk definitief opgedeeld in een westelijke helft en een oostelijke helft, met elk een eigen keizer.
- De solidus vervangt als munteenheid de Aureus.

Europa
- Begin Grote Volksverhuizing.
- De Salische Franken doorbreken voorgoed de Romeinse rijksgrens, en vestigen zich in Toxandrië het latere Brabant.
- De Romeinse provincie Gallia Belgica is sinds 297 opgedeeld in Belgica Prima en Belgica Secunda.
- Romeins Brittannica komt tot welvaart door graanleveranties aan Gallië.

Godsdienst
- Sinds de vierde eeuw na Chr. wordt op 25 december het feest van Sol Invictus, de Onoverwinnelijke Zon gevierd. In het christendom evolueert deze dag tot Kerstmis vanuit de gedachte, dat met de geboorte van Jezus het licht in de wereld is teruggekeerd.
- Strijd binnen de Rooms-katholieke Kerk tussen het Arianisme en het Trinitarisme. De aanhangers van dat laatste trekken op het Eerste Concilie van Nicaea aan het langste eind. Het Arianisme houdt nog wel belangrijke steun gedurende de eeuw, onder anderen van enkele keizers.
- De moeder van keizer Constantijn Helena van Constantinopel reist naar Palestina, zoekt en vindt er de plaats waar Jezus Christus zou zijn gekruisigd en begraven. Haar zoon laat daar de Heilig Grafkerk bouwen, waarna Jeruzalem een pelgrimsoord wordt.
- Godsdienstvrijheid wordt ingevoerd in het Romeinse Rijk door het Edict van Milaan (313 n.Chr.) en weer afgeschaft door het Driekeizersedict (380).
- Vanaf 301 is het christendom staatsgodsdienst in Armenië en vanaf 385 in het Romeinse Rijk.
- Kerstening van Zwitserland.
- Gregorius van Nazianze en Basilius de Grote leggen de grondslag van het oosterse kloosterwezen.
- Een aparte groep vormen de laura's. In de laura vormen de monniken weliswaar een kleine gemeenschap onder leiding van een abt, maar ze leven als heremieten afzonderlijk in hun cellen of grotten. Er zijn wel een kerk en eetzaal, die bij bepaalde gelegenheden gebruikt worden.
- Gedurende de 4e eeuw oefenen de kleine kluizenaarsgemeenschapjes in de woestijnen rond de Egyptische steden een grote aantrekkingskracht uit op godzoekers uit de hele wereld. Naarmate hun leefstijl vastere vormen begint aan te nemen, worden zij meer en meer beschouwd als wijze en heilige geestelijke meesters en leraars.
- De ex-Romeinse soldaat Martinus van Tours sticht in Poitiers het eerste klooster op Gallische bodem. Later wordt hij bisschop van Tours, vanwaaruit hij verdergaat met de bekering van de Galliërs.
- Hiëronymus van Stridon vertaalt op last van Paus Damasus I de Bijbel van uit het Grieks: de vulgaat. Wulfila, missiebisschop onder de Visigothen, vertaalt de Bijbel naar hun taal en ontwikkelt daarvoor een alfabet. Zo ontstaat de Gotische Bijbel

Wetenschap
- Hiëronymus van Stridon geeft de wetenschap van de Grieken en de joden door aan het christelijke westen.
- Uitvinding van het astrolabium, een toestel waarmee plaats en hoogte van een hemellichaam kan berekend worden als functie van de tijd. Het astrolabium is 1200 jaar lang het voornaamste instrument voor navigatie.

Azië
- Het rijk van de Sassaniden komt onder druk te staan door invallen van de Hunnen. Hierdoor raken steden in het oosten ontvolkt en worden er grote sommen aan buit meegenomen door de invallers. In een poging hun noordgrens te beschermen sluiten de Sassaniden hierop een verbond met het Romeinse Rijk. Met Romeinse hulp worden de muren van de stad Derbent verstevigd en een verdedigingsmuur aangelegd in de Darjalkloof om nieuwe aanvallen tegen te houden.
- Er is een toeloop van nomadische stammen uit Centraal-Azië naar Noord-China. Hierdoor begint er een eeuwenlange politieke verdeling tussen Noord-en Zuid-China.
- De Jin-dynastie is aan de macht.

Afrika
- In de Transsaharahandel wordt de kameel geïntroduceerd als lastdier, omdat deze dieren lange tijd zonder voedsel en water kunnen overleven.

## Belangrijke personen
- Ambrosius van Milaan, kerkvader en bisschop van Milaan
- Augustinus van Hippo, bisschop van Hippo, theoloog, filosoof en kerkvader
- Basilius van Caesarea, heilige en kerkvader
- Constantijn de Grote, Romeins keizer
- Fa Xian, Chinese boeddhistische monnik
- Gregorius van Nazianze, heilige en grondlegger van het Oosterse kloosterleven
- Iamblichus, neoplanistisch geleerde en filosoof, stichter van de Syrische School binnen het neoplatonisme
- Hiëronymus van Stridon, kerkvader
- Johannes Chrysostomus, prediker, aartsbisschop van Constantinopel, kerkvader en kerkleraar
- Kumarajiva, Kuqase boeddhistische monnik, geleerde en vertaler
- Servaas van Maastricht, bisschop van Tongeren.
- Theodosius I, keizer van het Oost-Romeinse Rijk en daarna laatste keizer van het gehele rijk
- Wulfila, Visigotische bisschop en vertaler van de Bijbel in het Gotisch

## Uitvindingen en ontdekkingen
- De Kamasutra
- De Codex Sinaiticus en de Codex Vaticanus, de vroegste christelijke bijbels

<< · 300-309 · 310-319 · 320-329 · 330-339 · 340-349 · 350-359 · 360-369 · 370-379 · 380-389 · 390-399 · >>
<< · 1e · 2e · 3e · 4e · 5e · 6e · 7e · 8e · 9e · 10e · >>